# 러브홀릭 프로젝트
《러브홀릭 프로젝트》는 2005년 1월 21일에 MBC에서 방영한 베스트극장이다.

## 등장 인물

### 주요 인물
- 권오중 : 김현호 역 - 시나리오 작가
- 허영란 : 정나영 역 - 정신과 상담의

### 그 외 인물
- 하정우 : 민욱 역 - 재벌2세, 현호의 친구
- 이성민
- 이경미
- 유정식
- 신은경
- 선우선
- 박성희
- 박태진
- 김도식

### 특별출연
- 러브홀릭